# Эвенкийская письменность
Эвенки́йская пи́сьменность — письменность эвенкийского языка. Основана на кириллической графике (Россия, официальный статус). В Китае и Монголии используется старомонгольское письмо (не имеет официального статуса) и другие системы записи.

## Дописьменный период
До начала XX века эвенкийский язык не имел своей письменности, однако его языковой материал в XVIII—XIX веках неоднократно фиксировался различными исследователями, которые в своих материалах использовали различные графические системы. Так, первые тексты на эвенкийском языке были опубликованы в 1705 году во втором издании книги Н. Витсена «Noord en Oost Tartarye», в которой приводится запись перевода молитвы «Отче наш» латинским алфавитом. Позднее эвенкийские слова записывались Страленбергом, Палласом, Мессершмидтом и другими исследователями. Для записей они использовали как латинский, так и кириллический алфавиты. В 1856 году была опубликована первая научная грамматика эвенкийского языка, написанная М. А. Кастреном.
Первые опыты создания эвенкийской письменности были предприняты миссионерами Российского библейского общества. В 1818 году ими были переведены на эвенкийский язык отрывки из Нового завета. В переводах, которые так и не были опубликованы, применялся кириллический алфавит. В некоторых изданиях встречается утверждение, что на эвенкийском языке написаны «Тунгусский букварь» Архивная копия от 3 декабря 2021 на Wayback Machine 1858 года и последовавшие за ним словарь и перевод Евангелия от Матфея. Однако в действительности эти книги написаны на ольском диалекте эвенского языка.

## Латиница
Создание эвенкийской письменности началось в 1920-е годы. В мае 1928 года исследовательница Г. М. Василевич подготовила для обучавшихся в Ленинграде студентов-эвенков «Памятку тунгусам-отпускникам». Это была небольшая методичка, размноженная на стеклографе. В ней использовался составленный Василевич эвенкийский алфавит на латинской графической основе. Годом позже ею была составлена «Первая книга для чтения на тунгусском языке» (Әwәnkil dukuwuntin). Этот алфавит имел следующий состав: Aa Bb Чч Dd Ӡӡ Ee Әә Gg Hh Ii Kk Ll Mm Nn Ŋŋ Oo Pp Rr Ss Tt Uu Ww Yy; также он включал диакритические знаки: макрон, для обозначения долготы звука и подбуквенную запятую, для обозначения палатализации.
В 1930 году было решено создать письменность для большинства народов Севера СССР. Её графической основой был избран латинский алфавит. В том же году проект эвенкийского алфавита был предложен Я. П. Алькором. От алфавита Василевич этот проект отличался только наличием букв для отображения русских заимствований (C c, F f, J j, Ш ш, Z z), а также использованием V v вместо W w. После некоторой доработки буква Чч была заменена на Ç ç, V v на W w, а буква Y y исключена. В мае 1931 года эвенкийский латинизированный алфавит был официально утверждён, а в 1932 году на нём началось регулярное книгоиздание. В основу литературного языка был положен наиболее изученный непский говор (север Иркутской области).
Официальный латинизированный эвенкийский алфавит, на котором велось книгоиздание и обучение в школах, выглядел так:
| A a | B в | C c | D d | Ʒ ʒ | E e | Ə ə | Ə̄ ə̄ | F f |
| G g | H h | I i | J j | K k | L l | M m | N n | Ņ ņ |
| Ŋ ŋ | O o | P p | R r | S s | T t | U u | W w | Z z |

## Кириллица
В 1937 году, подобно другим алфавитам народов СССР, эвенкийский алфавит был переведён на кириллическую основу. Первоначально он включал 32 буквы русского алфавита (кроме Щ щ) и диграф Нг нг. Вскоре в алфавит была добавлена буква Щ щ,а в 1950-е годы диграф Нг нг был заменён на букву Ӈ ӈ. Одновременно база литературного языка была переведена на полигусовский говор.
Современный эвенкийский кириллический алфавит содержит 34 буквы и выглядит следующим образом:
| А а | Б б | В в | Г г | Д д | Е е | Ё ё | Ж ж | З з | И и | Й й | К к |
| Л л | М м | Н н | Ӈ ӈ | О о | П п | Р р | С с | Т т | У у | Ф ф | Х х |
| Ц ц | Ч ч | Ш ш | Щ щ | Ъ ъ | Ы ы | Ь ь | Э э | Ю ю | Я я |     |     |

В настоящее время в учебных текстах используется также диакритические знаки — макроны для обозначения долгих гласных, — однако их употребление необязательно.
Эвенки Якутии говорят на восточных говорах, сильно отличающихся от южных, на которых базируется литературный язык. В связи с этим начиная с 1990-х годов в Якутии формируется второй стандарт эвенкийского литературного языка. В отношении алфавита он отличается использованием буквы Һ һ для обозначения специфического звука восточных говоров, в литературном языке передающегося буквой Хх, а также, иногда, буквы Ҥҥ вместо Ӈ ӈ.
Редакция газеты «Эвенкийская жизнь» для написания раздела на эвенкийском языке используют алфавит в версии 1937 года с диграфом Нг нг вместо Ӈ ӈ.

## В Китае
В Китае эвенкийская письменность не имеет стандартного варианта. Для записи эвенкийских текстов используются различные системы письма — латинизированный алфавит, старомонгольское письмо, а также китайское иероглифическое письмо.
Латинизированное письмо используется в нескольких вариациях. Например, в эвенкийско-китайском словаре «Ewengki nihang bilehu biteg», вышедшем в 1998 году, используется следующий вариант, предложенный До Дорджи: A a, B b, C c, D d, E e, Ē ē, F f, G g, Ḡ ḡ, H h, I i, J j, K k, L l, M m, N n, Ng ng, Ɵ ō, O o, P p, Q q, R r, S s, T t, U u, V v, W w, X x, Y y, Z z. В другом учебнике эвенкийского языка используется стандартный латинский алфавит с добавлением буквы Өө. Имеются и другие варианты записи эвенкийского языка латинским алфавитом, в основном на основе МФА.

## Таблица соответствия алфавитов
Составлено по,:
| Кириллица | Латиница СССР | Латиница Китай | Монгольское письмо | МФА      |
| --------- | ------------- | -------------- | ------------------ | -------- |
| А а       | A a           | А а            | ᠠ                  | /a/      |
| Б б       | B в           | B b, W w       | ᠪ, ᠸ               | /b/, /w/ |
| В в       | W w           | V v            | ᠣᠸ                 | /v/      |
| Г г       | G g           | G g            | ᠭ                  | /ɡ/      |
| Г г       | G g           | Ḡ ḡ            | ᠭ                  | /ɣ/      |
| Д д       | D d           | D d            | ᠳ                  | /d/      |
| Д д       | Ʒ ʒ           | J j            | ᠵ                  | /dʒ/     |
| Е е       | E e           | -              | -                  | /je/     |
| Ё ё       | (Jo jo)       | -              | -                  | /jo/     |
| Ж ж       | Z z           | -              | -                  | /ʒ/      |
| З з       | Z z           | Z z            | ᠽ                  | /z~dz/   |
| И и       | I i           | I i            | ᠢ                  | /i/      |
| Й й       | J j           | Y y            | ᠶ                  | /j/      |
| К к       | K k           | K k            | ᠺ                  | /k/      |
| Л л       | L l           | L l            | ᠯ                  | /l/      |
| М м       | M m           | M m            | ᠮ                  | /m/      |
| Н н       | N n           | N n            | ᠨ                  | /n/      |
| Ӈ ӈ       | Ŋ ŋ           | Ng ng          | ᠩ                  | /ŋ/      |
| О о       | O o           | Ɵ ō            | ᠤ                  | /ɔ/      |
| П п       | P p           | P p            | ᠫ                  | /p/      |
| Р р       | R r           | R r            | ᠷ                  | /r/      |
| С с       | S s           | S s            | ᠰ                  | /s/      |
| Т т       | T t           | T t            | ᠲ                  | /t/      |
| У у       | U u           | O o, U u       | ᠣ                  | /ʊ/, /u/ |
| Ф ф       | F f           | F f            | ᠹ                  | /f/      |
| Х х       | H h           | H h            | ᠾ, ᠬ               | /x/, /h/ |
| Ц ц       | C c           | C c            | ᠼ                  | /ts/     |
| Ч ч       | C c           | Q q            | ᠴ                  | /tʃ/     |
| Ш ш       | S s           | X x            | ᠱ                  | /ʃ/      |
| Щ щ       | S s           | -              | -                  | /ʃtʃ/    |
| Ъ ъ       | -             | -              | -                  | -        |
| Ы ы       | -             | E e            | ᠧ                  | /ə/, /ɨ/ |
| Ь ь       | -             | -              | -                  | -        |
| Э э       | Ə ə           | Ē ē            | ᠡ                  | /e/      |
| Ю ю       | {Ju ju}       | -              | -                  | /ju/     |
| Я я       | (Ja ja)       | -              | -                  | /ja/     |